# Список произведений Андрея Рублёва

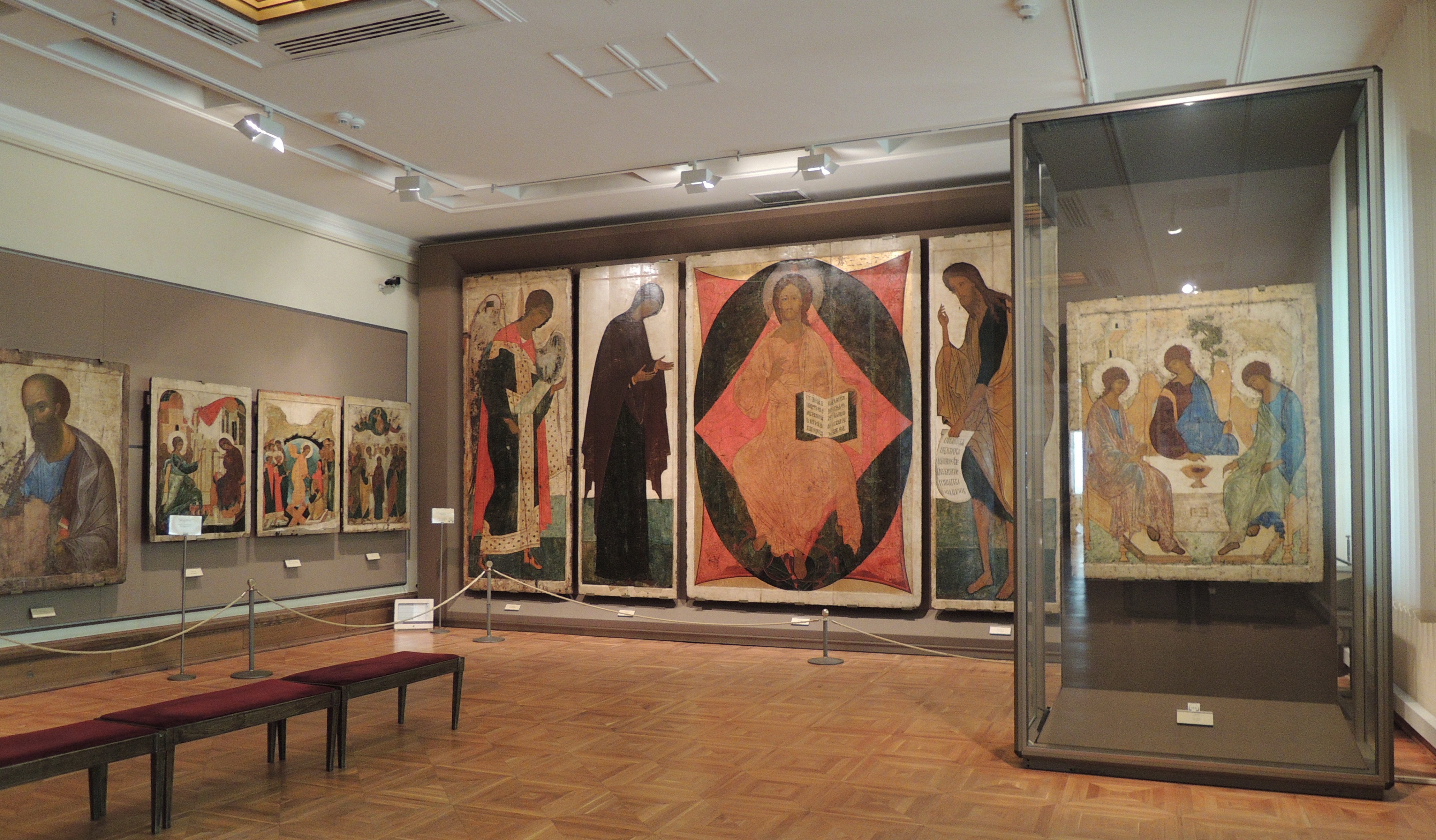
Зал Андрея Рублёва в Третьяковской галерее

Список произведений Андрея Рублёва включает все работы, связанные в современном искусствоведении (2000—2010-е годы) с его именем.
В первую очередь, это бесспорные произведения, перечисленные в летописных и иных источниках (белый цвет), число которых крайне ограничено, некоторые не сохранились (выделены розовым). Также в таблицу включены произведения, которые на протяжении XX века приписывались ему учёными с той или иной степенью достоверности. Те из них, атрибуция которых Андрею Рублёву в настоящий момент не отведена и остается общепринятой большинством специалистов (несмотря на отсутствие упоминаний в письменных источниках), выделены зелёным цветом.
Те же произведения, которые приписывались Андрею Рублёву сомнительно, против которых выступает большинство экспертов, а также те, чья атрибуция снята из-за новой информации, выделены серым цветом.

## Письменные свидетельства
Как пишут специалисты по древнерусскому искусству, «с момента открытия подлинных работ Андрея Рублёва (1918) в науке не прекращаются споры о принадлежности кисти мастера тех или иных произведений. Поскольку проблема не может считаться решённой до настоящего времени, мы предлагаем положить в основу выделения достоверных произведений художника строгий признак — наличие прямых исторических свидетельств. При таком подходе круг достоверных произведений Рублёва сузится до трех [сохранившихся]: стенные росписи Успенского собора во Владимире, икона „Троица“ и фрагменты орнамента в соборе Андроникова монастыря. Коллективный характер стенописных работ, а также их плохая сохранность делают задачу выделения индивидуального стиля мастера трудноразрешимой. По существу только „Троица“ может служить основанием для суждения о стиле живописи Андрея Рублёва». Другие произведения, перечисленные источниками, либо не сохранились, либо принадлежат не мастеру, а ученикам — членам артели, которую он возглавлял вместе с Даниилом Чёрным (иконостасы Успенского собора во Владимире и Троицкого собора Троицкого монастыря).
Прочие произведения атрибутируются (либо атрибутировались) Андрею Рублёву на основе стилистического анализа (манеры письма), подходящих хронологических рамок и географической локализации произведений (в том числе провенанса).

## Список

### Достоверно
| Иллюстрация                                                   | Произведение                                                                    | Дата                       | Место                                         | Со- авторы                         | Сохран- ность                                                                            | Состав | История и атрибуция |
| ------------------------------------------------------------- | ------------------------------------------------------------------------------- | -------------------------- | --------------------------------------------- | ---------------------------------- | ---------------------------------------------------------------------------------------- | --- | --- |
|                                                               | Благовещенский собор Московского Кремля, фрески                                 | 1405 год                   | Москва                                        | Феофан Грек, Прохор с Городца      | Нет; церковь полностью перестроена в 1416 году; современное здание построено в 1489 году | | Упоминание в Троицкой летописи. Чернец Андрей был младшим членом артели; первое упоминание о нём. |
|                                                               | Успенский собор во Владимире, фрески                                            | 1408 год                   | Владимир                                      | Даниил Чёрный                      | Да; частичная сохранность                                                                | От росписи дошли отдельные части: 1. Предтеченского цикла 2. Богородичного цикла 3. Праздничного цикла 4. Страшного суда, а также отдельные изображения святых, орнаменты и полотенца в различных частях храма | Упоминание в Троицкой летописи; единственный документально подтверждённый, точно датированный и сохранившийся памятник в творческом наследии художника. Андрей был младшим мастером после Даниила.                                |
|                                                               | Икона Богоматери Владимирская «Умиление» из Успенского собора во Владимире      | Около 1408 года            | ВСИХМЗ, Владимир                              |                                    | Да                                                                                       | | Приписывается; с этим мнением согласны И. Э. Грабарь, В. Н. Лазарев, Г. И. Вздорнов, О. С. Попова, а М. В. Алпатов и Э. С. Смирнова решительно отвергают авторство. Одна из самых древних копий Владимирской иконы Божией Матери. |
| Андрей Рублёв расписывает Троицкий собор (миниатюра XVI века) | Троицкий собор Троице-Сергиева монастыря фрески                                 | 1420-е годы                | Сергиев Посад                                 | Даниил Чёрный, «некии с ними»      | Нет, фрески не сохранились (переписаны в 1635 году)                                      | | Андрей Рублев её расписывал, по свидетельству «Жития Сергия Радонежского» (редакция Епифания Премудрого и Пахомия Серба) и «Жития Никона» (1430—1450-е годы).                                                                     |
|                                                               | Икона «Троица» из местного ряда иконостаса Троицкого собора Троицкого монастыря | 1411 год / 1425—1427 годы  | ГТГ, Москва                                   |                                    | Да                                                                                       | | Эталон творчества Рублёва, его несомненное произведение. Сведения об авторстве Рублёва восходят к постановлению Стоглавого собора 1551 года, упоминается авторство и в «Сказании о святых иконописцах».                           |
| Андрей Рублёв расписывает Спасский собор (миниатюра XVI века) | Спасский собор Андроникова монастыря фрески                                     | Около 1428 года            | Москва                                        |                                    | Нет, за исключением орнаментов                                                           | | Фрески утрачены, за исключением орнаментальных фрагментов в откосах оконных проёмов алтарной апсиды. |
|                                                               | Евангелие Хитрово                                                               | Конец XIV — начало XV века | Российская государственная библиотека, Москва | Неизвестный соавтор (Феофан Грек?) | Да                                                                                       | Семь лицевых миниатюр: три миниатюры с изображениями евангелистов (кроме Иоанна) и четыре с символами евангелистов.                                                                                            | Приписывается И. Э. Грабарем, М. В. Алпатовым, Н. А. Деминой и многими другими; по мнению О. С. Поповой — достоверно. |

### Не достоверно
| Иллюстрация | Произведение                                                                                                 | Дата                                           | Место                                         | Со- авторы                                                                                | Сохран- ность                                                                  | Состав | История и атрибуция |
| --- | --- | ---------------------------------------------- | --------------------------------------------- | ----------------------------------------------------------------------------------------- | ------------------------------------------------------------------------------ | --- | --- |
| | Иконы из иконостаса Благовещенского собора Московского Кремля                                                | конец XIV — 1-я половина XV века (?)           | ГМЗМК, Москва                                 | Феофан Грек, Прохор из Городца                                                            | Нет (?) Неизвестно, являются ли сохранившиеся в иконостасе иконы оригинальными | см. в строчке ниже | Судя по упоминанию в «Летописце начала царства», Рублёв, возможно, работал над украшением Благовещенского собора (следующего за тем, который он расписывал фресками). Приписывались; до начала 1980-х годов у учёных не возникало сомнений в авторстве. Но, как доказала Л. А. Щенникова, эти иконы Рублёва погибли в пожаре 1547 года. Эта гипотеза была поддержана Г. И. Вздорновым, О. С. Поповой, Э. С. Смирновой и многими другими.                                             |
| Смотреть состав иконостаса две или четыре иконы из Деисуса («Архангел Михаил», «Апостол Петр», «Дмитрий Солунский», «Мученик Георгий») и семь икон из Праздничного ряда («Благовещение», «Рождество», «Сретение», «Крещение», «Преображение», «Воскрешение Лазаря» и «Вход в Иерусалим») | |                                                |                                               |                                                                                           |                                                                                | | |
| | Икона «Архангел Михаил с деяниями» из иконостаса Архангельского собора Московского Кремля                    | Около 1399 года                                | ГМЗМК, Москва                                 | Даниил Чёрный (?)                                                                         | Да                                                                             | Только клейма (?) | Храмовая икона Архангельского собора в Московском Кремле. Приписывалась В. Г. Брюсовой (только клейма), В. А. Плугиным, А. И. Яковлевой. Большинство учёных сегодня не поддерживают это предположение. |
| | Васильевский чин из иконостаса Успенского собора во Владимире                                                | 1408 год (?); 1410-е годы                      | ГТГ, Москва; ГРМ, Петербург                   | Даниил Чёрный (?)                                                                         | Да                                                                             | см. в строчке ниже | Приписывались, по мнению И. Э. Грабаря, В. Н. Лазарева; с ними не согласна Э. С. Смирнова и другие. Большинство специалистов ныне считают, что иконы написаны в 1410-х годах какими-то московскими мастерами. |
| Смотреть состав иконостаса Три иконы из Деисуса («Христос», «Иоанн Предтеча» и «Апостол Павел»; в него входят также «Богоматерь», «Архангел Михаил», «Архангел Гавриил», «Апостол Пёетр», «Иоанн Богослов», «Апостол Андрей», «Иоанн Златоуст», «Григорий Богослов» и «Николай Чудотворец») и одна икона из праздничного ряда («Вознесение»; в него входят также «Благовещение», «Сретение», «Крещение», «Сошествие во ад») упоминаются и иконы из пророческого чина — «Пророк Софония», «Пророк Захария» | |                                                |                                               |                                                                                           |                                                                                | | |
| | Икона Богоматери Владимирской «Умиление» (так называемая «Запасная») из Успенского собора Московского Кремля | 1395 — середина 1410-х годов                   | ГМЗМК, Москва                                 |                                                                                           | Да                                                                             | | Приписывалась В. И. Антоновой. Икона является произведением не очень высокого качества; на этом основании большинство специалистов считают Андрея Рублёва непричастным к её созданию. |
| | Икона Богоматери Владимирской «Умиление» из неизвестного храма                                               | 1-я треть XV века                              | ГРМ, Петербург                                |                                                                                           | Да, утрачен правый край                                                        | | Приписывалась Н. П. Кондаковым, Д. В. Айналовым, М. В. Алпатовым и другими. В настоящее время большинство исследователей разделяют позицию И. Э. Грабаря, считавшего икону «произведением эпохи, а не мастерской Рублёва». |
| | Иконы из иконостаса Троицкого собора Троицкого монастыря                                                     | Около 1428 года                                | Церковь Святой Троицы, (СПИХМ), Сергиев Посад | Даниил Чёрный, «некии с ними», по мнению учёных — не менее 15—18 мастеров, или даже 20—25 | Да; однако подлинная живопись сохранилась плохо                                | см. в строчке ниже | Приписываются. Все исследователи единодушны во мнении, что иконостас принадлежит к рублёвской эпохе и что в той или иной степени Рублёв и Даниил участвовали в его создании — как минимум, их замысел, общее руководство и иконографические схемы. Иконостас до сих пор плохо изучен и опубликован не целиком. Единственный из первых высоких иконостасов раннего XV века, сохранившийся почти полностью (утрачены «Богоматерь Знамение» и, возможно, один праздник; царские врата). |
| Смотреть состав иконостаса Несколько икон из Деисуса (в него полностью входят «Спас в силах», «Богоматерь», «Иоанн Предтеча», «Архангел Михаил», «Архангел Гавриил», «Апостол Пётр», «Апостол Павел», «Иоанн Богослов», «Апостол Андрей», «Василий Великий», «Иоанн Златоуст», «Григорий Богослов», «Николай Чудотворец», «Дмитрий Солунский», «Мученик Георгий») и одна из Праздничного ряда («Крещение»; в него входят также «Благовещение», «Рождество Христово», «Сретение», «Преображение», «Воскрешение Лазаря», «Вход в Иерусалим», «Тайная вечеря», «Евхаристия (Преподание хлеба)», «Евхаристия (Преподание вина)», «Омовение ног», «Распятие», «Снятие с креста», «Оплаиквание», «Сошествие во ад», «Жены-мироносицы», «Вознесение», «Сошествие святого Духа», «Успение» в пророческом ряду — «Моисей (?) и Давид», «Соломон и Исайя», «Иоиль (?) и Иона (?)», «Иеремия (?) и Гедеон (?)», «Иаков (?) и Даниил», «Иезекииль (?) и Аввакум») | |                                                |                                               |                                                                                           |                                                                                | | |
| | Успенский собор на Городке в Звенигороде фрески                                                              | Возможно, 1396—1399 годы; 1-я половина XV века | Звенигород                                    | Даниил Чёрный (?)                                                                         | Частичная сохранность                                                          | Фрагменты фресок на алтарных столбах с изображениями Флора, Лавра, Варлаама и Иоасафа, преподобного Пахомия и явившегося ему ангела в монашеской схиме | Приписывается И. Э. Грабарем, В. Н. Лазаревым и, без уверенности, М. В. Алпатовым; по мнению О. С. Поповой — с известной долей допустимости. Плохая сохранность фресок делает их атрибуцию неопределённой. |
| | Звенигородский чин, деисусный ряд, предположительно, из иконостаса Успенского собора на Городке              | Около 1396—1399 годов                          | ГТГ, Москва                                   |                                                                                           | Да                                                                             | Три иконы («Христос», «Архангел Михаил» и «Апостол Павел») из Деисуса, состоявшего по меньшей мере из семи икон.                                       | Приписывался; по мнению О. С. Поповой — достоверно, с ней единодушно согласны практически все исследователи. Однако в 2017 году атрибуция была отведена на основе высокотехнологичных сравнений с «Троицей». |
| | Иконы из праздничного ряда неизвестного храма (Успенского собора на Городке?)                                | 2-я половина XV века (?)                       | ГТГ, Москва                                   |                                                                                           | Да                                                                             | «Рождество Христово» и «Вознесение» | Приписывались. На возможность авторства указал Г. И. Вздорнов, эту версию поддержали некоторые учёные. Ныне считается, что оба произведения вторичны по отношению к одноимённым иконам из Троицкого иконостаса, то есть не могут быть выполнены ранее 2-й трети XV века, когда Рублёв уже скончался. |
| | Рождественский собор в Саввино-Сторожевском монастыре, фрески                                                | 1415—1420 годы                                 | Звенигород                                    |                                                                                           | Частичная сохранность                                                          | Фрагменты фресок на алтарной преграде с изображением преподобных отшельников Антония Великого и Павла Фивейского.                                      | Приписывались В. Н. Лазаревым, В. Г. Брюсовой; полностью исключил авторство Г. И. Вздорнов. |
| | Икона «Иоанн Предтеча»                                                                                       | Середина (?) XV века                           | ЦМиАР, Москва                                 |                                                                                           | Да                                                                             | | Происходит из Никольского Песношского монастыря около города Дмитрова. Принадлежала деисусному полуфигурному чину типа Звенигородского. Приписывалась Н. А. Деминой, М. А. Ильиным и, с оговорками, М. В. Алпатовым. |
| | Икона «Спас в силах»                                                                                         | Начало XV века                                 | ГТГ, Москва                                   |                                                                                           | Да; повреждены края                                                            | | Приписывалась В. И. Антоновой, В. Н. Лазаревым и С. С. Чураковым, решительно отвергается М. В. Алпатовым, Г. И. Вздорновым и Э. С. Смирновой и другими. |
| | Морозовское Евангелие                                                                                        | Около 1405—1415 годов                          | ГМЗМК, Москва                                 |                                                                                           | Да                                                                             | Восемь лицевых миниатюр: четыре с символами евангелистов и четыре с изображениями самих евангелистов.                                                  | Напрестольное Евангелие Успенского собора в Московском Кремле. Его миниатюры являются копией миниатюр Евангелия Хитрово, значительно уступая последним в художественном качестве. Приписывалось С. С. Чураковым и В. А. Плугиным. В настоящее время авторство отводится. |
| | Андрониково Евангелие                                                                                        | 1420-е годы (?)                                | ГИМ, Москва                                   |                                                                                           | Да                                                                             | Одна выходная миниатюра «Спас в славе». | Рукопись из Спасо-Андроникова монастыря, хотя написана, вероятно, в другом месте. Являлось напрестольным Евангелием Спасского собора. Часть инициалов Андроникова Евангелия близка к инициалам Евангелия Хитрово, значительно уступая им в качестве. Приписывалась (одна миниатюра) А. И. Успенским, В. И. Антоновой и др.; весь декор рукописи приписывает В. Г. Брюсова. Ныне мнение не считается общепринятым.                                                                    |

## Комментарии
1. ↑  В основу статьи лёг список Б. Н. Дудочкина, относительно включения в который приписываемых произведений он придерживался следующих параметров: «включены произведения, принадлежность которых Андрею Рублеву не может быть подтверждена документально. Среди них есть произведения, относительно которых можно предполагать авторство Рублева с большой долей вероятности, но также и такие, которые современные ведущие специалисты не считают „рублевскими“. Поскольку последние продолжают фигурировать в некоторых исследованиях о художнике как его бесспорные работы, то краткая информация о них приводится в настоящем разделе. В него вошли вещи, в отношении которых за авторство Рублева высказывалось не менее двух специалистов в период после 1918 г., что позволило исключить некоторые явно неубедительные по аргументации атрибуции В. Г. Брюсовой, С. С. Чуракова и Ю. А. Лебедевой. Не включены сюда и безнадежно устаревшие атрибуции великому живописцу таких произведений, как икона „Успение“ из местного ряда иконостаса Успенского собора Кирилло-Белозерского монастыря и фрески Троицкой замковой капеллы[пол.] в Люблине 1418 г.»